# Agylla ramelana
Agylla ramelana är en fjärilsart som beskrevs av Moore 1900. Agylla ramelana ingår i släktet Agylla och familjen björnspinnare. Inga underarter finns listade i Catalogue of Life.